# Agnäs
Agnäs est une localité suédoise de la commune de Bjurholm peuplée de 134 habitants.